# Кафява бързейна бисерна мида
Кафявата бързейна бисерна мида (Epioblasma walkeri) е вид мида от семейство Unionidae. Видът е критично застрашен от изчезване.